# Helen of Troy
Helen of Troy är den tidigare The Velvet Underground-medlemmen John Cales sjätte soloalbum, utgivet 1975. Albumet producerades av John Cale och släpptes under etiketten Island Records.

## Låtlista
Samtliga låtar skrivna av John Cale, om annat inte anges.
1. "My Maria" - 3:52
2. "Helen of Troy" - 4:21
3. "China Sea" - 2:33
4. "Engine" - 2:47
5. "Save Us" - 2:23
6. "Cable Hogue" - 3:32
7. "I Keep a Close Watch" - 3:29
8. "Pablo Picasso" (Jonathan Richman) - 3:23
9. "Leaving It Up to You" - 4:35
10. "Baby What You Want Me to Do" (Jimmy Reed) - 4:51
11. "Sudden Death" - 4:39

## Medverkande
- John Cale - keyboard, sång, gitarr
- Phil Collins - slagverk
- Pat Donaldson - bas
- Timi Donald - slagverk
- Brian Eno - synthesizer
- Chris Spedding - gitarr